# Насьон (станция метро)
Насьон (фр. Nation) — крупный пересадочный узел Парижского метрополитена, объединяющий залы линий 1, 2, 6 и 9. Для линий 2 и 6 станция является конечной, на ней же обе линии и замыкают большое кольцо вокруг центра Парижа: линия 2 образует северный сектор, линия 6 — южный (второй точкой замыкания является станция Шарль де Голль — Этуаль). Названа по одноимённой площади, под которой располагается.

## История
- Первый зал (линия 1) открылся в составе первого пускового участка Парижского метрополитена 19 июля 1900 года. 2 апреля 1903 года открылся переход на станцию линии 2, а 1 марта 1909 года — на линию 6. 10 декабря 1933 года была сооружена станция линии 9.
- В 1968 году на станции установлены турникеты. В 1969 году открылся переход на одноимённую станцию линии A RER.
- 12 и 13 сентября 2009 года зал линии 1 был закрыт для установки автоматических платформенных ворот в рамках подготовки линии к автоматизации движения.[3]

## Статистика
Ежедневный среднесуточный пассажиропоток по входу в 2011 году, по данным RATP, составил 9 481 963 человека; в 2013 году он незначительно вырос и составил 9 541 406 пассажиров, что вывело пересадочный узел на 19 место по уровню пассажиропотока.

## Путевое развитие
- На линии 1 (перегон Рёйи — Дидро — Насьон) располагается пошёрстный съезд, ранее также примыкал съезд на линию 2.
- На линии 2 имеется разворотная петля с раздвоением главного пути, на которой и располагается станция. Перед въездом со стороны станции Аврон примыкает ССВ с линии 9, за выездом примыкает ветвь в парк отстоя составов.
- На линии 6 имеется разворотная петля с раздвоением главного пути, на которой и располагается станция. Перед въездом со стороны станции Пикпюс примыкает съезд с линии 1.

## Галерея

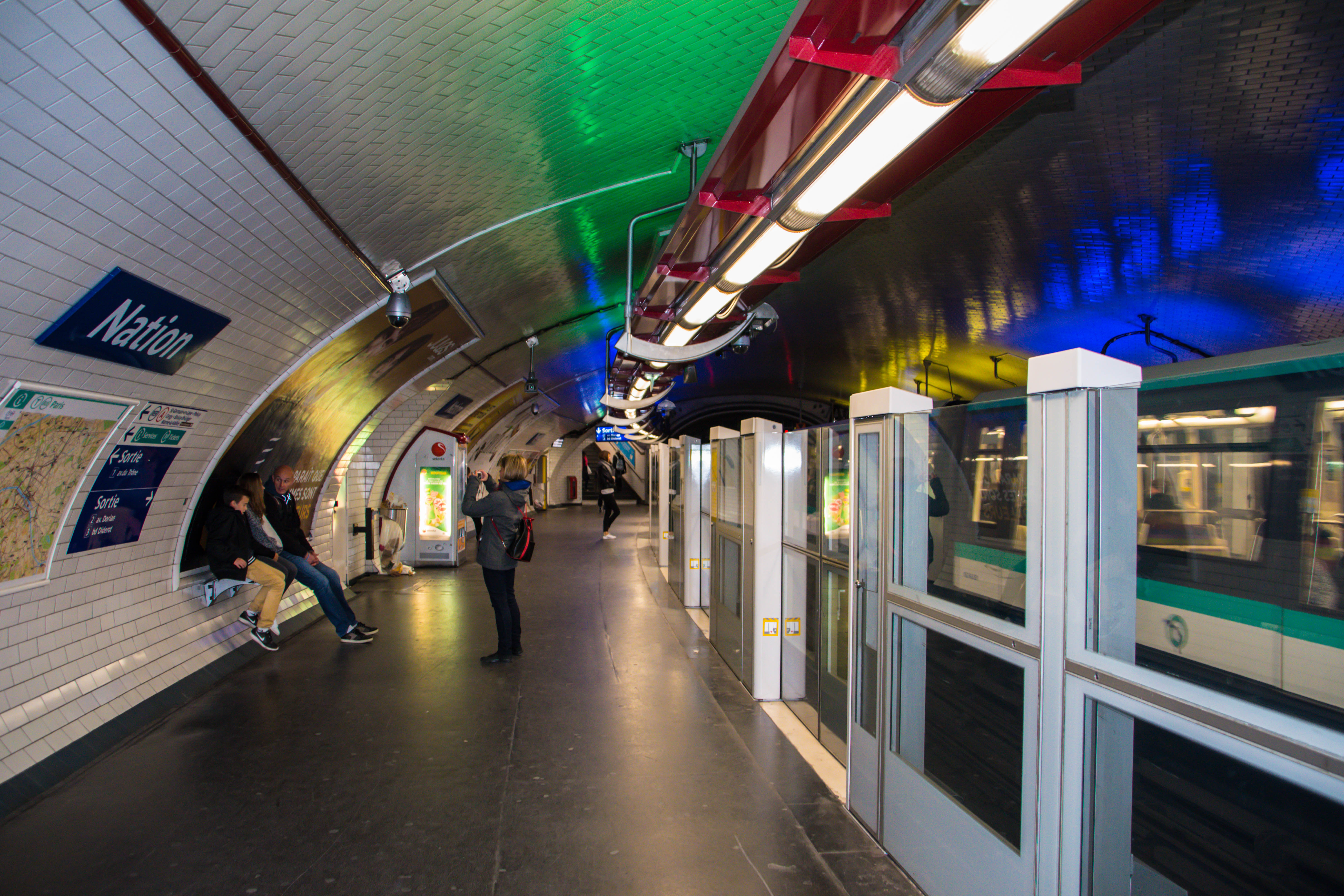
Зал линии 1 с установленными автоматическими платформенными воротами
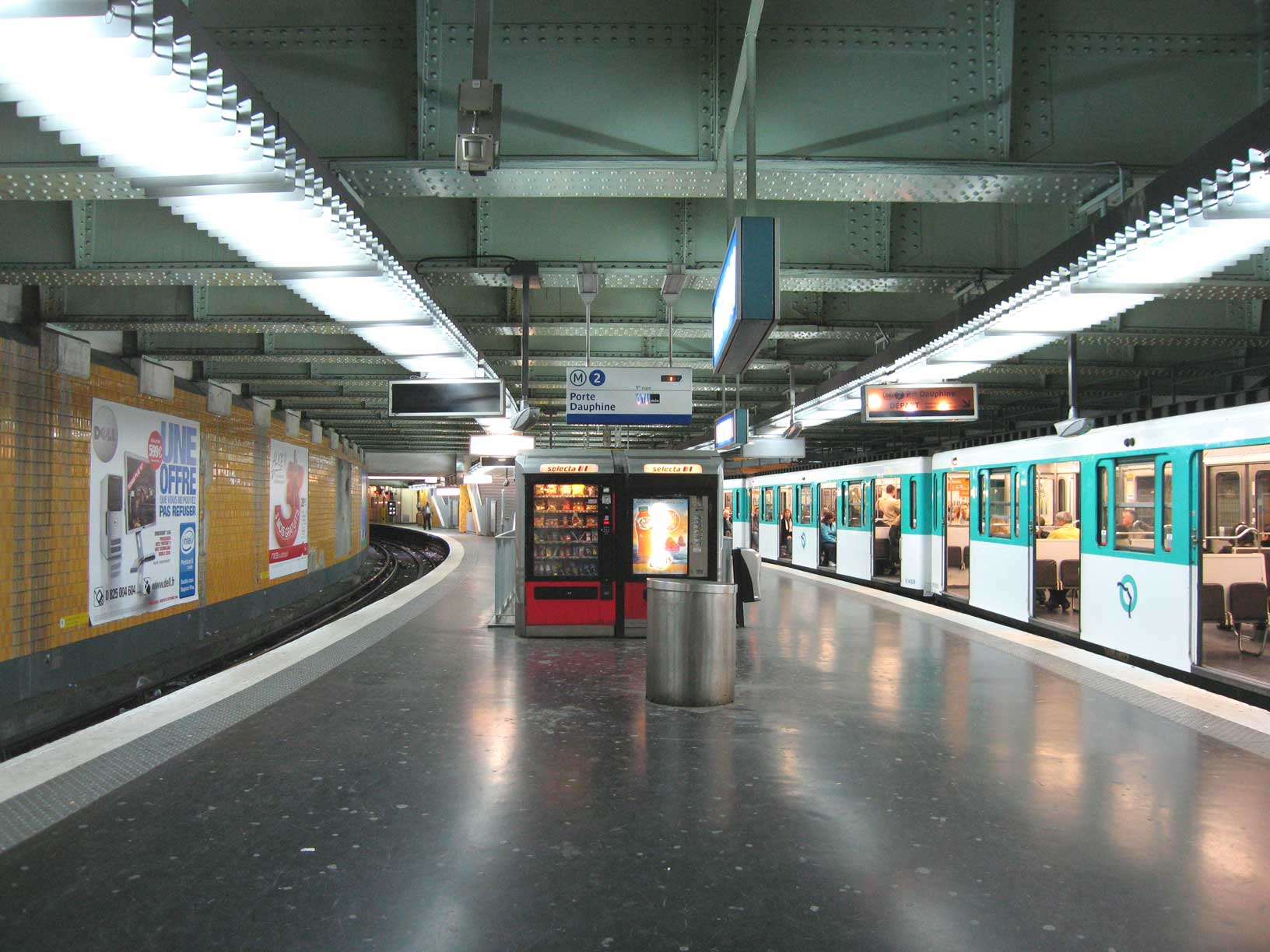
Зал линии 2 (2006)
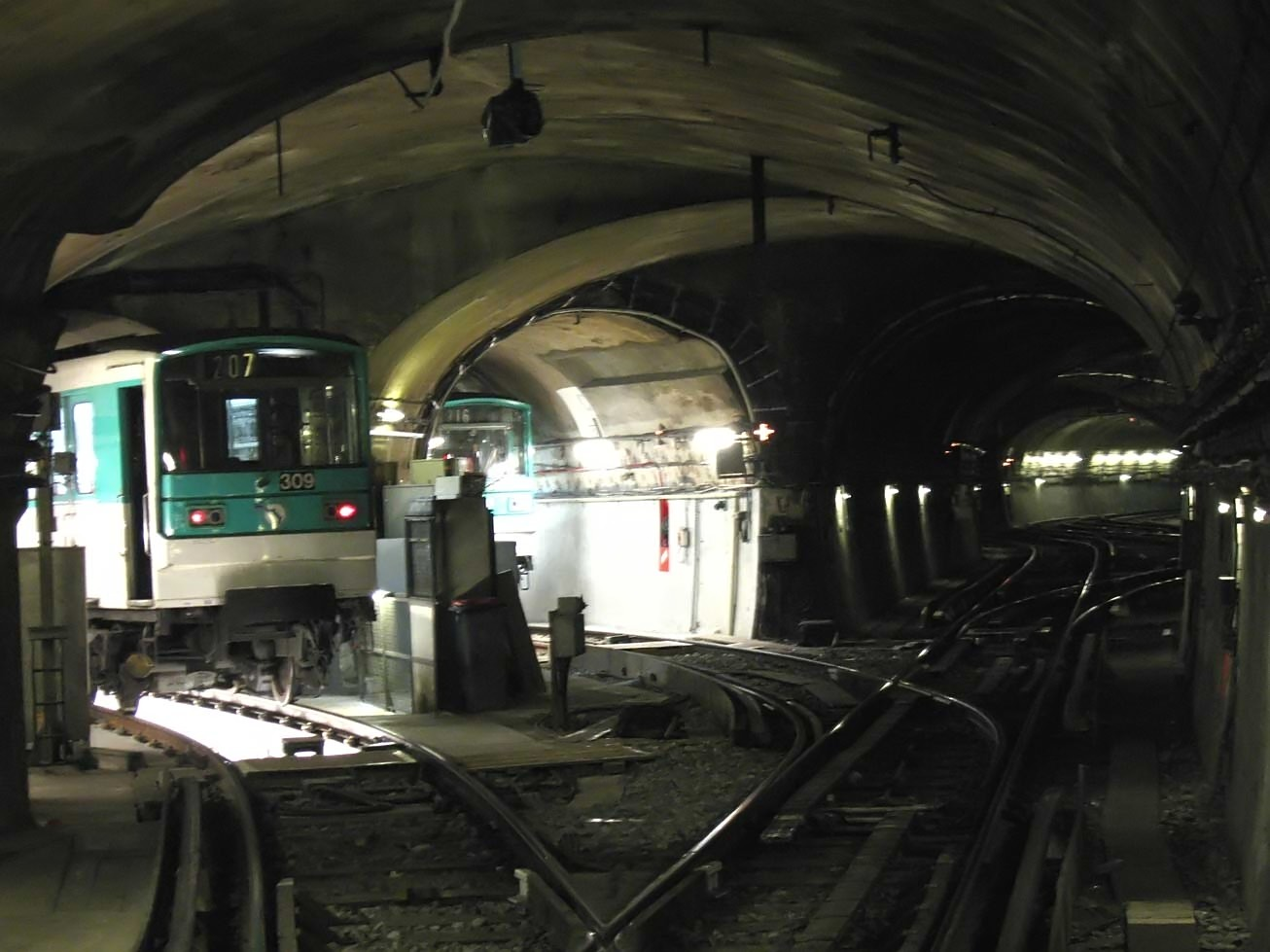
Пути отстоя на линии 2 (2006)
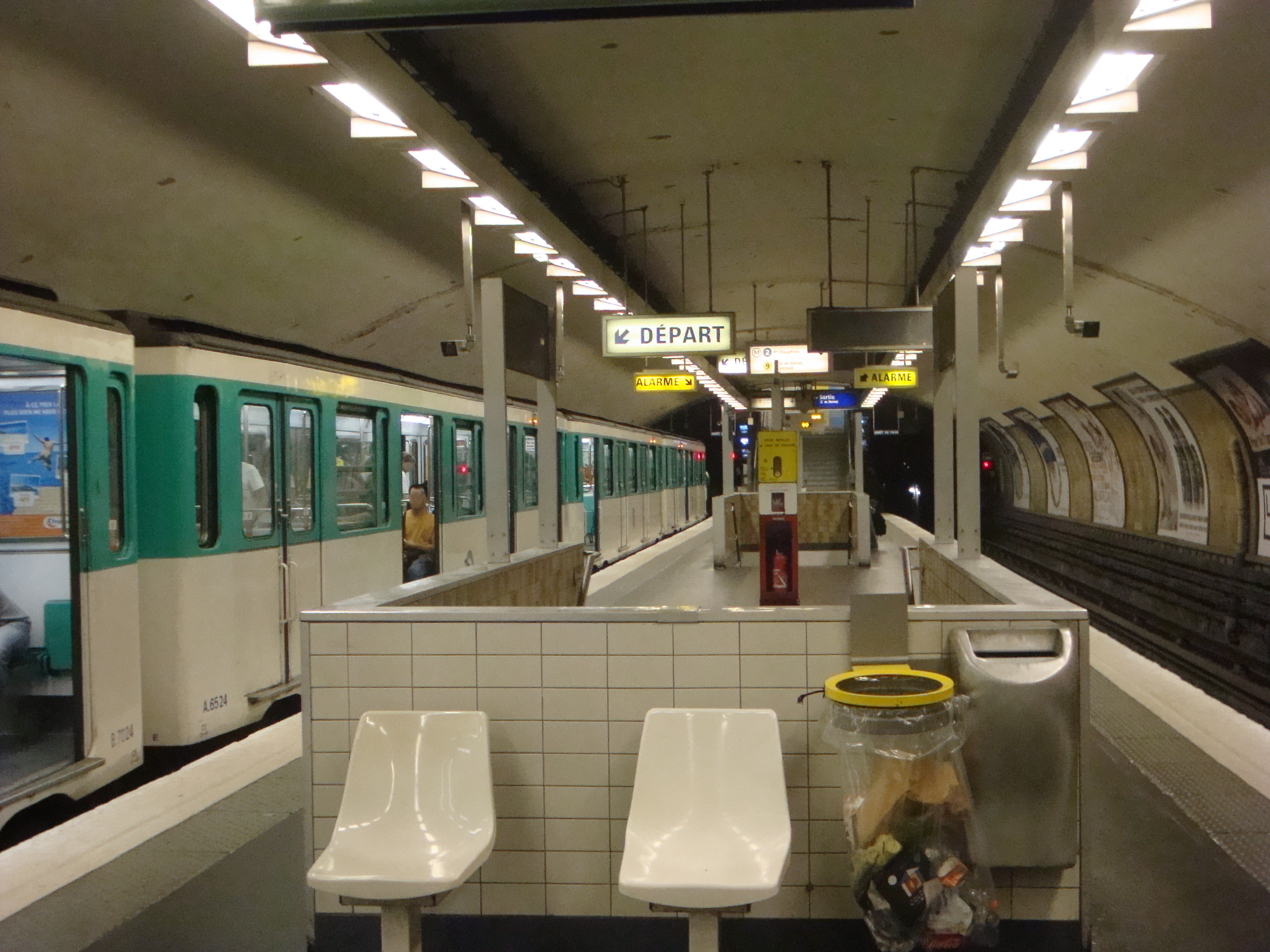
Платформа линии 6
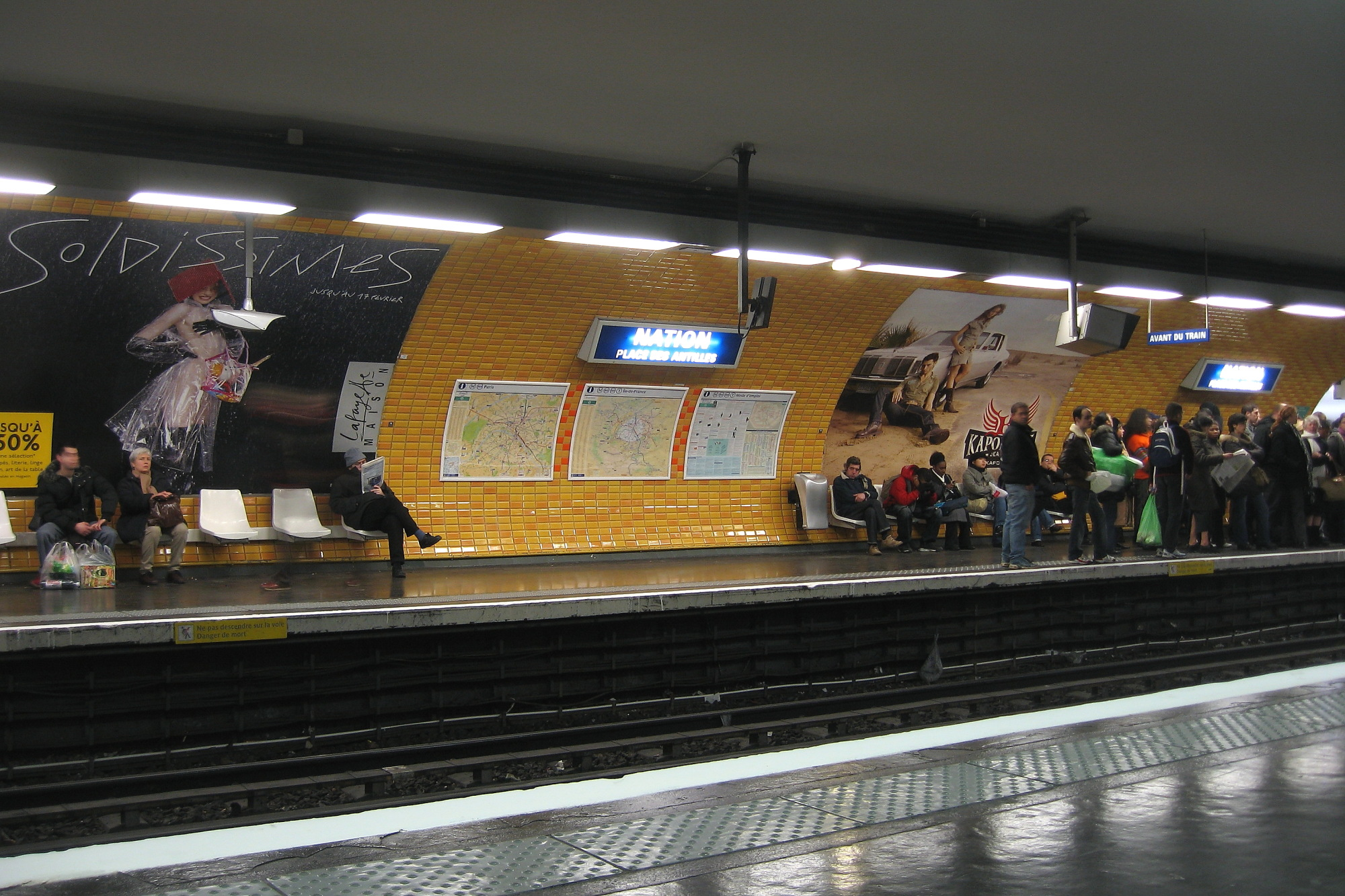
Зал линии 9
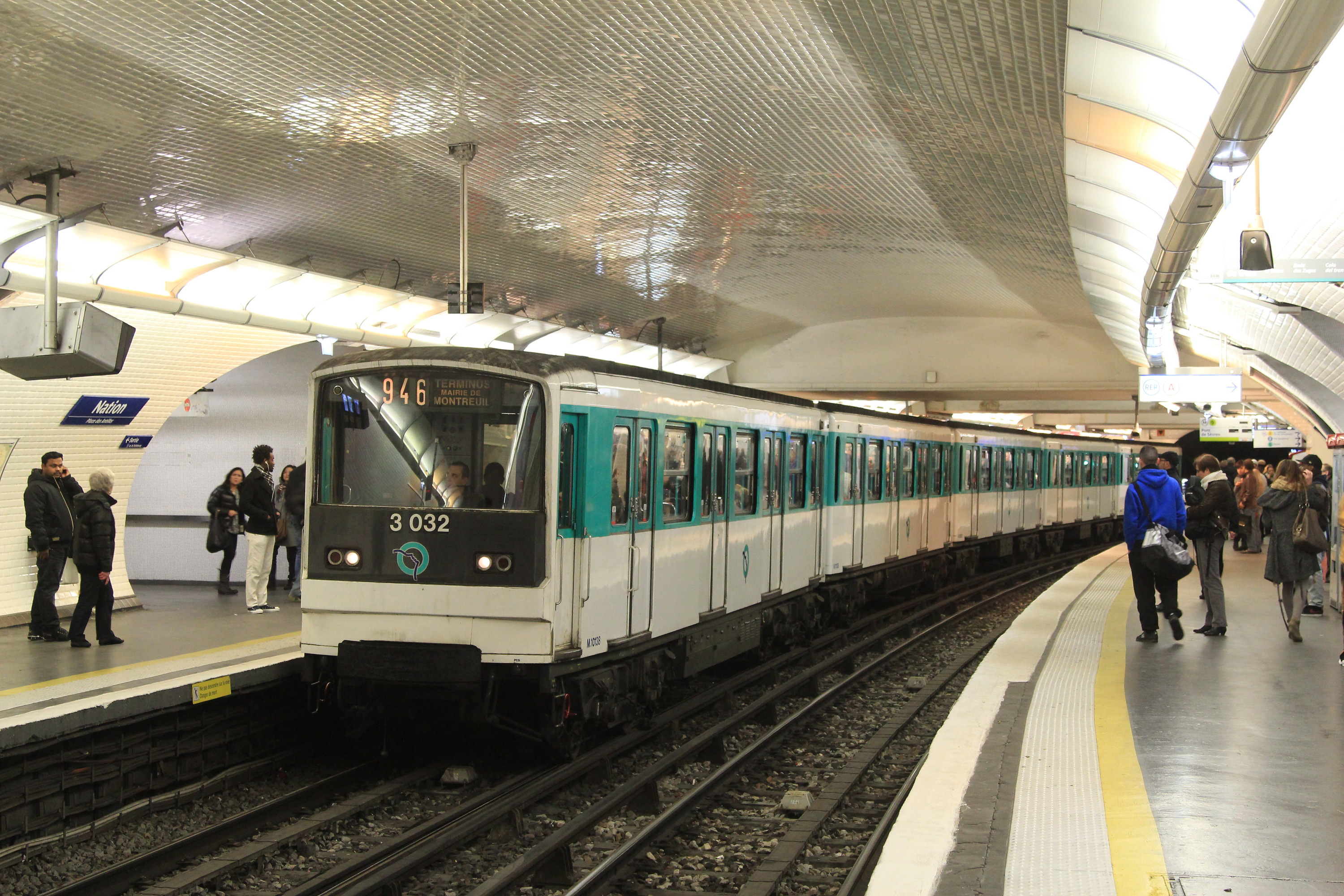
Состав MF 67 в зале линии 9
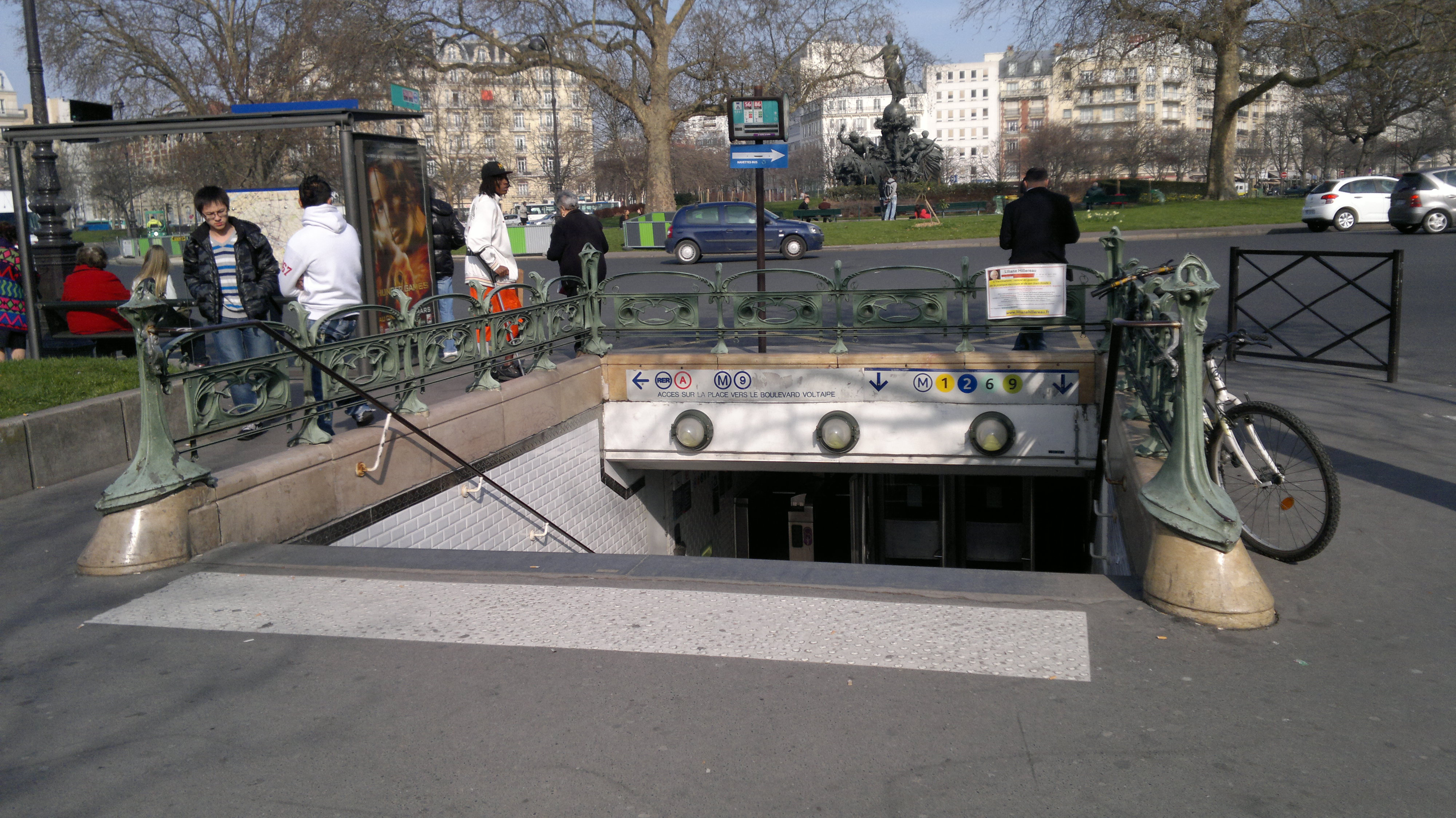
Лестничный сход